# Kožuar
Kožuar (en serbe cyrillique : Кожуар) est un village de Serbie situé dans la municipalité d’Ub, district de Kolubara. Au recensement de 2011, il comptait 646 habitants.

## Démographie

### Évolution historique de la population
| 1948  | 1953  | 1961  | 1971  | 1981  | 1991 | 2002 | 2011 |
| ----- | ----- | ----- | ----- | ----- | ---- | ---- | ---- |
| 1 305 | 1 398 | 1 342 | 1 269 | 1 107 | 950  | 708  | 646  |

|  |